# Maksym Butkevyč
Maksym Butkevyč (ukrajinsky Максим Буткевич; * 1977) je ukrajinský lidskoprávní aktivista a novinář. Angažuje se v pomoci uprchlíkům, vystupuje proti rasismu, pravicovému extremismu i projevům nenávisti. Spolupracoval i s českým velvyslanectvím v Kyjevě.
Celý život zastává protiválečné postoje. Po zahájení ruské invaze na Ukrajinu v únoru 2022 se však rozhodl narukovat do ukrajinských ozbrojených sil. Na konci června 2022 byl Rusy zajat u města Hirske v Luhanské oblasti. Ruská prorežimní média pak začala Butkevyče vykreslovat jako nacistu a teroristu.
Nejvyšší soud Luhanské lidové republiky Butkevyče 10. března 2023 odsoudil k 13 letům vězení za údajné válečné zločiny. Odvolací soud v Moskvě rozsudek 22. srpna 2023 potvrdil.
Na svobodu se dostal roku 2024 v rámci výměny vězňů. Své zážitky z ruského vězení popsal v červnu 2025 pro web Salidarnasts.

## Ocenění
- Cena Příběhů bezpráví, 2022[5]